# Услонь

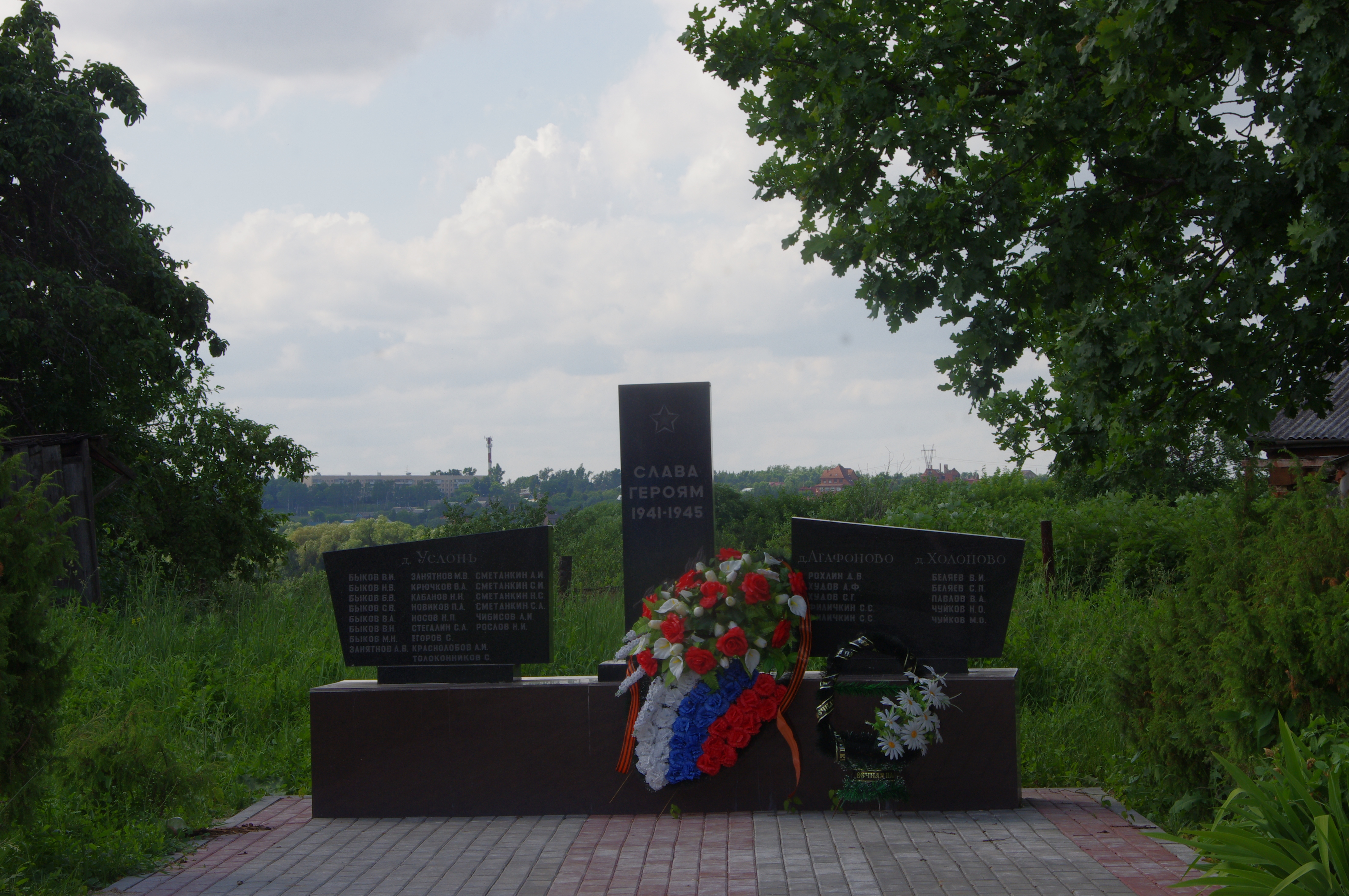
Воинский мемориал на территории деревни

Услонь — деревня в г.о.Подольск Московской области России. Входит в состав района Стрелковский г.о.Подольск (ранее сельского поселения Стрелковское, до середины 2000-х — Стрелковский сельский округ).

## Население
Согласно Всероссийской переписи, в 2002 году в деревне проживало 22 человека (10 мужчин и 12 женщин). По данным на 2005 год в деревне проживало 14 человек.

## Расположение
Деревня Услонь расположена на левом берегу реки Пахры примерно в 7 км к северо-востоку от центра города Подольска. Ближайшие населённые пункты — деревни Агафоново, Бяконтово, Холопово и через реку Пахра (по подвесному мосту) Посёлок Стрелковской фабрики. В 2010 году в деревню пришел газ. В 2012 году в деревне положили асфальт. Удаленность от МКАД составляет 15 км. 
Индекс - 142143 отделение почтовой связи «БЫКОВО»

## Улицы
В деревне Услонь расположены пять улиц:
- Колхозная улица
- Улица Победы
- Фабричная улица
- Солнечная улица
- Сиреневая улица